# Liste der Wappen im Landkreis Traunstein
Die Liste der Wappen im Landkreis Traunstein zeigt die Wappen der Gemeinden im bayerischen Landkreis Traunstein.

## Landkreis Traunstein

Landkreis Traunstein Gespalten; vorne in Silber ein schreitender, rot bewehrter und Feuer speiender blauer Panter; hinten geteilt von Gold und Rot; oben ein rot bewehrter, schwarzer Adler, unten auf grünem Dreiberg eine zweitürmige silberne Burg, hinter der ein grüner Baum aufwächst.
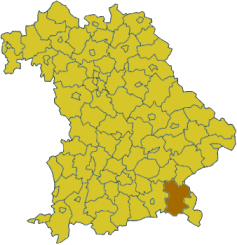
Lage des Landkreises Traunstein in Bayern
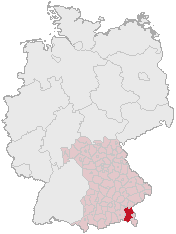
Lage des Landkreises Traunstein in Deutschland

## Wappen der Städte, Märkte und Gemeinden

Gemeinde Altenmarkt a.d.Alz Geteilt; oben in Rot auf grünem Dreiberg eine goldene Burg mit zwei Zinnentürmen und offenem Tor, durch das der Stamm einer über den Torzinnen sich ausbreitenden grünen Linde zu sehen ist; unten im grünen, von einem sich deichselförmig teilenden silbernen Schräglinksbach durchflossenen Feld schräg gekreuzt ein römisches Feldzeichen, das oben mit einer goldenen Schwurhand besteckt ist, und ein goldenes Faszenbündel mit dem Liktorenbeil; im oberen der dadurch gebildeten Winkel sitzt auf einer mit S.P.Q.R. bezeichneten Tafel ein goldener römischer Legionsadler, begleitet rechts von dem Buchstaben L, links von der Zahl VII.
Gemeinde Bergen Geteilt von Silber und Blau; oben schräg gekreuzt zwei schwarze Eisenhämmer, unten drei, zwei zu eins gestellte, sechsstrahlige goldene Sterne.
Gemeinde Chieming Über blauem Wellenschildfuß in Silber schräg gekreuzt ein gestürzter schwarzer Schlüssel und ein gestürztes rotes Schwert.
Gemeinde Engelsberg Geteilt; oben in Silber ein oberhalbes schwarzes Mühlrad, unten in Blau eine goldene Hauptzinne, darin ein schwarzer Dreiberg.
Gemeinde Fridolfing In Gold aus einem gesenkten Wellenbalken wachsend ein rot gezungter schwarzer Löwe.
Gemeinde Grabenstätt In Silber, über blauem Dreiberg schwebend, ein Schwert mit schwarz und rot gebänderter Scheide zwischen zwei voneinander abgewendeten Widderhörnern, von denen das rechte rot, das linke schwarz ist.
Markt Grassau In Silber ein Feuer speiender, blauer Panterkopf, schwebend über einer grünen Au, aus der zwei grüne Grashalme emporwachsen.
Gemeinde Inzell In Rot gekreuzt ein silberner Schlägel und ein silberner Bergmannshammer, darüber ein liegender silberner Fisch.
Gemeinde Kienberg In Silber auf schwarzem Dreiberg ein rotes Schachrössel, darüber aufwachsend ein rotes Lindenblatt an gebogenem Stiel.
Gemeinde Kirchanschöring In Blau über einer gesenkten silbernen Rose eine silberne Schalenwaage.
Gemeinde Marquartstein Gespalten; vorne in Silber ein schwarzer Giebel mit vier Stufen, hinten in Blau zwei gekreuzte silberne Pilgerstäbe, auf der Kreuzung belegt mit einer silbernen Pilgermuschel.
Gemeinde Nußdorf Über silbernem Schildfuß, darin eine schräg gestellte rote Zange, in Schwarz ein wachsendes silbernes Einhorn.
Gemeinde Obing Gespalten; vorne in Silber zwei schwarze verschlungene Großbuchstaben A, der eine aufrecht, der andere gestürzt; hinten fünfmal schräglinks geteilt von Gold und Schwarz.[1]
Gemeinde Palling In Gold ein halber, rot bewehrter schwarzer Löwe über zwei gekreuzten grünen Ähren.
Gemeinde Petting In Blau unter silberner Wellenleiste zwei schräg gestellte silberne Fische.
Gemeinde Pittenhart In Blau ein schräglinks gestellter goldener Streitkolben, dem rechtwinklig ein silbernes Seeblatt an gebogenem Stiel aufgelegt ist.
Gemeinde Reit im Winkl In Grün eine eingeschweifte, gekürzte goldene Spitze, darin ein rot bewehrter schwarzer Adler; vorne ein gestümmelter, brennender silberner Ast, hinten ein silbernes Rodungsbeil (Sapie) mit blauem Blatt.
Gemeinde Ruhpolding In Rot eine aus grünem Dreiberg wachsende goldene Linde, deren Stamm oben mit einem durchgehenden silbernen Wellenbalken, darunter mit einem silbernen Schild überdeckt ist; darin ein schwebendes rotes Kreuz, belegt mit einem silbernen Griesbeil an goldenem Griff.
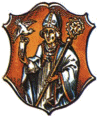
Gemeinde Schleching In goldenem Feld die Halbfigur des heiligen Bischofs Remigius in blauem Pluviale mit dem goldenen Pedum in der Linken und einem Ölgefäß, über dem eine weiße Taube ihm zufliegt, in der Rechten.
Gemeinde Schnaitsee Fünfmal geteilt von Rot und silbernem Wolkenfeh in Blau.
Gemeinde Seeon-Seebruck Unter einem blauen Schildhaupt, darin über silbernen Wellen eine silberne Brücke, gespalten; vorne von Silber aus schwarzem Dreiberg wachsend ein rotes Seeblatt an gebogenem Stängel, hinten in Rot ein gekrümmter und geflügelter silberner Fisch.
Gemeinde Siegsdorf Geteilt durch den Umriss eines Zweibergs von Blau und Silber; oben eine flache silberne Schale mit Fuß, unten gekreuzt ein blauer Schmiedehammer und ein blaues Griesbeil.
Gemeinde Staudach-Egerndach In Blau über einer aus silbernem Stufengiebel wachsenden silbernen heraldischen Lilie schwebend ein goldenes Andreaskreuz.
Gemeinde Surberg Über rotem Schildfuß, darin drei silberne Wellenleisten, in Silber ein wachsender roter Löwe.
Gemeinde Tacherting In Blau zwei gekreuzte goldene Halme mit goldenen Ähren; oben ein silbernes Zahnrad, unten eine silberne vorgeschichtliche Urne.
Gemeinde Taching a.See Unter rotem Schildhaupt, darin zwei silberne Wellenleisten, schräglinks geteilt von Silber und Rot, unten eine heraldische silberne Rose mit goldenem Butzen.
Stadt Tittmoning In Blau eine silberne Burg mit offenem Tor, goldenem Fallgatter und zwei rot bedachten Zinnentürmen, zwischen ihnen wachsend ein golden gekleideter Bischof mit Mitra, die Rechte segnend erhoben, in der Linken einen goldenen Krummstab.
Stadt Traunreut In Grün ein silbernes Zahnrad über einem silbernen Wellenbalken.
Große Kreisstadt Traunstein In Schwarz zwei aus grünem Dreiberg wachsende, ausgebogene goldene Lilienstängel.
Stadt Trostberg In Blau auf grünem Dreiberg drei einzelstehende silberne Türme mit offenen Toren; der mittlere hat über Zinnen rotes Spitzdach, der rechte rotes Satteldach, der linke rotes Spitzdach.
Gemeinde Übersee Über blauem Wellenschildfuß, darin ein silberner Wellenbalken, in Silber schräg gekreuzt ein roter Schlüssel und ein blauer Anker.
Gemeinde Unterwössen Schräg geteilt von Silber und Blau; oben ein roter Pferdekopf mit silbernem Stirnfleck, unten eine schräg gestellte silberne Segelflugschwinge.
Gemeinde Vachendorf Geteilt von Grün und Silber; oben ein wachsendes silbernes Pferd, unten schräg gekreuzt zwei rote Lanzen, überdeckt mit einem roten Legionärsschild.
Markt Waging a.See In Blau auf grünem Boden der silbern nimbierte, golden gerüstete heilige Martin auf schwarz gezäumten silbernem Ross, der mit dem silbernen Schwert ein Stück seines roten Mantels dem auf dem Boden sitzenden Bettler zuteilt.
Gemeinde Wonneberg Gespalten von Schwarz und Gold über einem Dreiberg mit verwechselten Farben, dem eine dem unteren Schildrand folgende Kette in verwechselten Farbe aufliegt; vorne eine silberne Steckrübe mit goldenen Blättern, hinten ein wachsender, rot bewehrter schwarzer Löwe.[2]

## Ehemalige Gemeinden mit eigenem Wappen

Gemeinde Eisenärzt
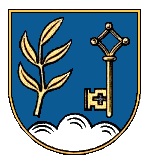
Gemeinde Erlstätt
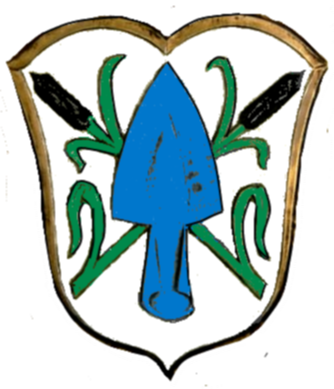
Gemeinde Freutsmoos
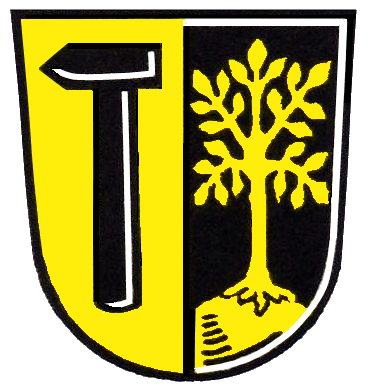
Gemeinde Hammer
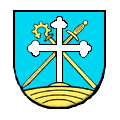
Gemeinde Heiligkreuz
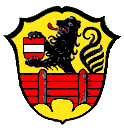
Gemeinde Kay
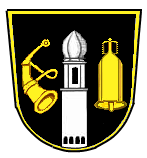
Gemeinde Kirchstätt
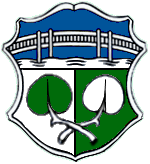
Gemeinde Seebruck
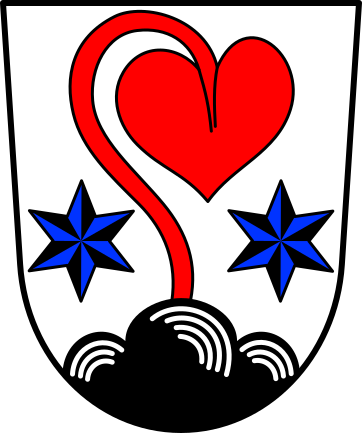
Gemeinde Seeon
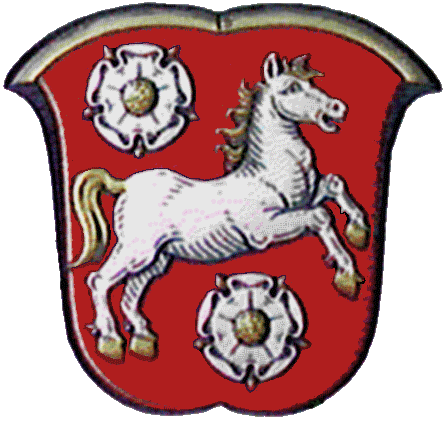
Gemeinde Stein a.d.Traun
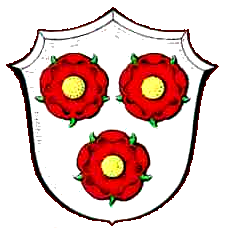
Gemeinde Törring
Gemeinde Waldhausen (Details)
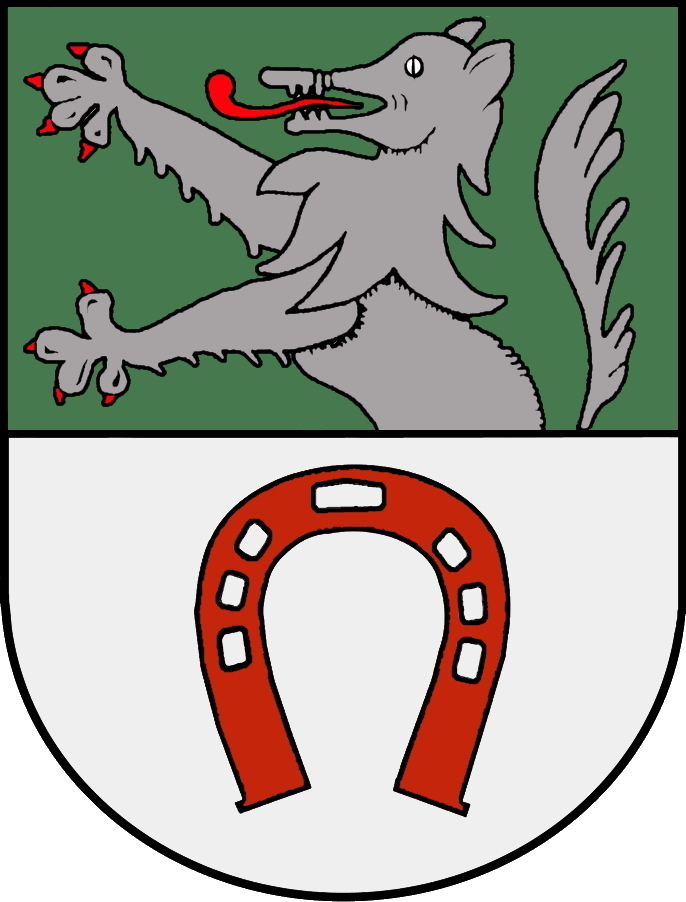
Gemeinde Wolkersdorf